# امیرآباد (اقلید)
امیرآباد یا امیرآباد کربلایی خسرو  که اهالی آن همگی کردشولی هستند که قبلا کوچ رو بوده اند 
قشلاق آنها شهرستان جهرم بخش خفر .پشت پر باب انار و ییلاق انها همین منطقه که روستایی در دهستان خنجشت بخش مرکزی شهرستان اقلید استان فارس ایران است.این روستا اکثرا از فامیل های زارعی. احمدی. دوستی فر و.عباسی .میباشندوروستادارای سه نفرشورا میباشدطهمورث عباسی،ابوذرزارعی مقدم ،نورالله زارع

## جمعیت
بر پایه سرشماری عمومی نفوس و مسکن در سال ۱۳۹۵ جمعیت این روستا ۷۹ نفر (۳۱خانوار) بوده‌است.